# Koncessionsavgift
Koncessionsavgift är den avgift som reklamfinansierade etermedier betalar för den fördel det innebär att sända reklamfinansierad TV och radio. Tillstånd att bedriva viss verksamhet kallas för koncession.
För TV har koncessionsavgift historiskt tagits ut i Sverige, Norge, Finland och Storbritannien.[källa behövs] Det dessa länder har gemensamt är att public service-utbudet var i stort sett helt reklamfritt vilket gav stora fördelar för de reklam-TV-bolag som haft möjlighet att nå nästan hela befolkningen genom marknätet.

## Sverige
I Sverige har reklamfinansierade etermedier historiskt fått betala pengar till staten för rätten att använda publikt radiospektrum.[källa behövs]

### TV
När TV4 gavs rätten att som enda företag sända reklamfinansierad TV i det svenska marknätet förband sig kanalen att betala en koncessionsavgift bestående av delvis genom en fast avgift och delvis genom en procentandel av reklamintäkterna. Detta reglerades av Lagen om koncessionsavgift på televisionens och radions område.
I takt med att TV4:s monopolställning avtog, och i och med det digitala marknätets utbredning, det analoga marknätets upphörande, så föreslogs det att TV4 skulle bli av med koncessionsavgiften. När TV4:s tillstånd för sändningar i det analoga marknätet upphörde den 1 februari 2008 slutade kanalen att betala denna avgift till den svenska staten.
Efter nedsläckningen av det analoga marknätet tar staten inte längre ut koncessionsavgifter för TV-sändningar. När ett programföretag söker tillstånd för sändning i marknätet måste det betala en mindre ansökningsavgift till Myndigheten för radio och TV. 2013 låg denna på 35 000 svenska kronor per sökt tjänst. Programbolaget får också betala eventuella utgifter för sändning till Teracom.

### Radio
När privat lokalradio etablerades i Sverige fördelades sändningstillstånden genom en öppen auktion. Uppräknade för inflation utgör dess bud ofta de koncessionsavgifter som betalts sedan tillståndet började gälla.[källa behövs]
Den 3 december 2009 tystnade samtliga kommersiella radiokanaler mellan 07.00 och 08.00 i protest mot koncessionsavgifterna som uppgår till sammanlagt 136 miljoner kronor per år.[källa behövs]

## Storbritannien
Storbritannien införde privatägd reklamfinansierad television 1955 och sändningstillståndet var länge avgiftsfritt för programbolagen. Den kommersiella televisionen etablerades i huvudsak regionalt.
1990 antogs en ny rundradiolag, Broadcasting Act 1990, som reformerade brittisk kommersiell TV. Sändningsrättigheterna skulle nu bjudas ut till högstbjudande, under förutsättning att de klarade av vissa kvalitetskrav. Detta bud blev en koncessionsavgift som skulle betalas årligen. En konsekvens av detta system var att vissa företag förutsåg att de inte skulle ha några motståndare och därför bjöd lägsta möjliga licensavgift, medan andra stötte på hårdare konkurrens och lämnade in höga bud som de senare skulle få svårt att betala. De belopp programbolagen var tvungna att betala in årligen sänkes över tid eftersom värdet av de analoga licenserna minskade. Under 2010 bestämde mediemyndigheten Ofcom i samråd med programbolagen att koncessionsavgifterna skulle sänkas till en nominell nivå på 10 000 brittiska pund per år.

## Andra tillämpningar
Att som företag få ensamrätt att göra något. AP Møller-Maersk Group och bolaget APM Terminal driver containerverksamhet i Skandiahamnen, Göteborg. För detta betalar man årligen en koncessionsavgift till Göteborgs Hamn AB som ägs av Göteborgs kommun.